# Éducation
Pour les articles homonymes, voir Éducation (homonymie) et Éducateur.
Ne doit pas être confondu avec Enseignement.
 (novembre 2024).

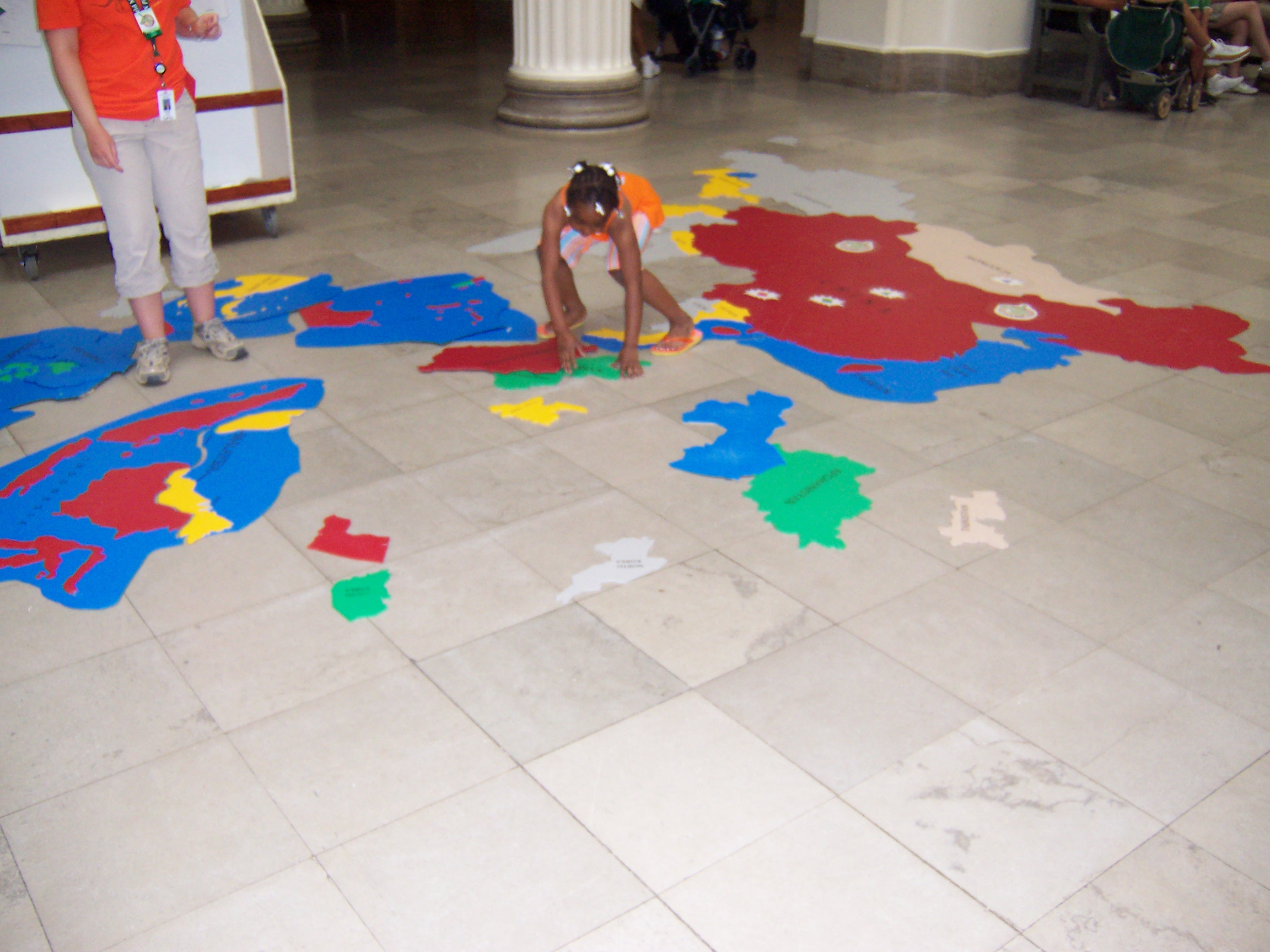
Moyen mnémotechnique mis à disposition des enfants visitant le Field Museum de Chicago leur permettant d'apprendre les pays formant l'Asie et leurs contours géographiques.

L’éducation est l'apprentissage et le développement des facultés intellectuelles, morales et physiques, les moyens et les résultats de cette activité de développement. L'éducation inclut des compétences et des éléments culturels caractéristiques du lieu géographique et de la période historique, l'éducation a pour but de faire progresser, améliorer et penser par soi-même d'un sujet et la création de cultures.
Selon l'Unesco, en 2008, vingt-huit millions d'enfants étaient privés d'éducation, en raison des conflits armés.

## Éducation, instruction ou enseignement

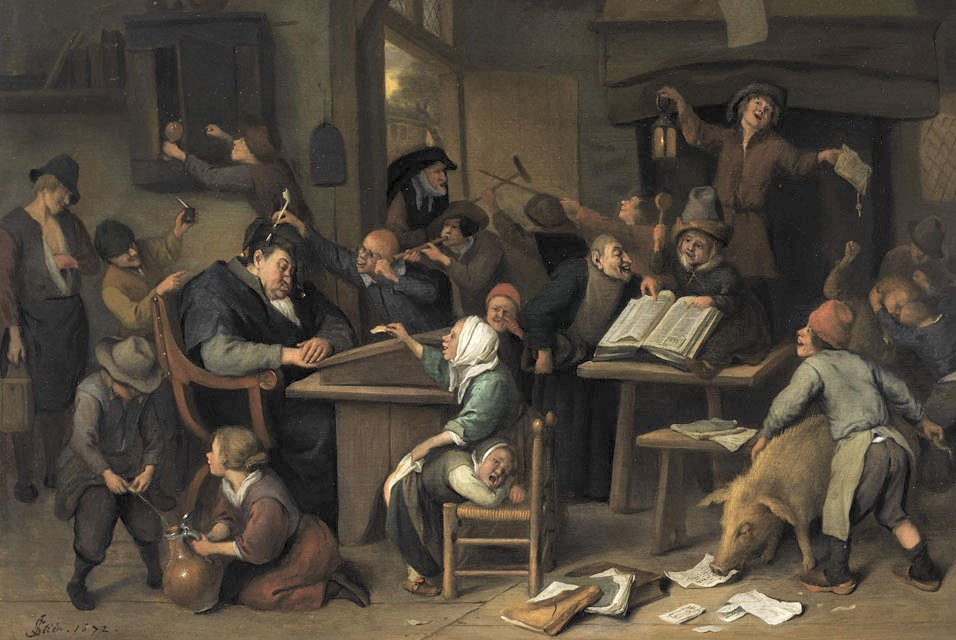
Classe avec un maître d'école endormi, Jan Steen (1672), collection particulière.

Le mot « éducation » est directement issu du latin educatio de même sens, lui-même dérivé de ex-ducere (ducere signifie conduire, guider, commander et ex, « hors de ») : faire produire (la terre), faire se développer (un être vivant). Il convient cependant de noter la différence pointée par Mialaret entre les deux étymologies educare (nourrir) et educere (élever) pour saisir la double instance liée au concept d'éducation et dont la conciliation est une problématique pédagogique majeure : nourrir/remplir de connaissances et élever c'est-à-dire maximiser les potentialités des individus selon Mialaret. Pour Émile Durkheim, l'éducation est une « socialisation méthodique pour la jeune génération ». Enseigner, c'est transmettre à la génération future un corpus de connaissances et de valeurs de la vie sociale.
Il faut distinguer enseignement et éducation. Le terme enseignement, de son côté, se réfère plutôt à une instruction précise au cours d'un cycle d'étude précis, par exemple, l'enseignement supérieur.
L'éducation ne se limite pas à l'instruction stricto sensu qui serait relative seulement aux purs savoir et savoir-faire. Elle vise également à assurer à chaque individu le développement de toutes ses capacités (physiques, intellectuelles, morales et techniques). Ainsi, cette éducation lui permettra d'affronter sa vie personnelle, de la gérer en étant un citoyen responsable dans la société dans laquelle il évolue.
En pratique, il y a consensus pour considérer que certains savoirs essentiels font partie du bagage minimum du citoyen, et qu'inversement il n'est pas d'enseignement possible sans un minimum de pures conventions (comme l'alphabet par exemple) et de capacités relationnelles, donc d'éducation. Instruction et éducation sont souvent confondues. Les différences, subtiles, restent la base de controverses depuis longtemps, le Littré en fait foi dans son choix d'exemple pour sa définition d'éducation (voir le Littré à ce mot) : « Mais il faut remarquer que l'instruction s'enseigne, et que l'éducation s'apprend par un autre mode d'action du maître, quel qu'il soit. » Au début du XXe siècle, la science de l'éducation désignait la pédagogie. Aujourd'hui, en France, depuis la création en 1967 du département universitaire de Sciences de l'éducation l'expression s'emploie au pluriel. Les problèmes d'éducation s'étudient en empruntant à plusieurs disciplines des sciences humaines (sociologie, psychologie, biologie, économie, philosophie de l'éducation).

## Influences de l'histoire, des cultures et des croyances et théories implicites
L'éducation est influencée par l'environnement historique et culturel, ainsi que par les théories, explicites ou implicites, qui motivent les éducateurs (parents, professeurs, etc.).
Selon l'historien Paul Veyne, « Il est exceptionnel, dans l'histoire, que l'éducation prépare l'enfant à la vie et soit une image de la société en réduction ou en germe ; le plus souvent, l'histoire de l'éducation est celle des idées que l'on s'est faites sur l'enfance et ne s'explique pas par la fonction sociale de l'éducation. [...] L'enfance est un âge que l'on déguise pour l'embellir et lui faire incarner une vision idéale de l'humanité ».
En Europe, au siècle des lumières, les philosophes John Locke et Jean-Jacques Rousseau ont publié des ouvrages très influents, qui, reposant sur des conceptions différentes de l'enfance, donnaient des conseils parfois opposés aux parents. Ainsi, Rousseau écrivait-il :

« […] Songez bien que c'est rarement à vous de lui proposer ce qu'il doit apprendre ; c'est à lui de le désirer, de le chercher, de le trouver ; à vous de le mettre à sa portée, de faire naître adroitement ce désir et de lui fournir les moyens de le satisfaire. »

— Jean-Jacques Rousseau, Émile ou de l'éducation, 1762, Livre 3e, p. 203.
Locke, plusieurs décennies auparavant, avait ouvert la voie à l'éducation raisonnée des enfants.

## Types d'apprentissages

### Savoir, savoir-faire, savoir-être
Schématiquement, on peut distinguer quatre grands domaines éducatifs : le savoir, le savoir-faire, l'être et le savoir-être.
Le savoir correspond aux connaissances intellectuelles. Les recherches en éducation relatives au savoir ont pour objectif de trouver les moyens pédagogiques permettant aux apprenants d'acquérir des connaissances : observation, lecture, écriture, mathématiques, connaissances de l'Homme et de l'Environnement, métaconnaissances…
Le savoir-faire correspond à des compétences pratiques, à la maîtrise par l'expérience de l'exercice d'une activité artisanale, artistique, domestique, intellectuelle ou sportive. Ces compétences s'acquièrent par la pratique d'une activité et par l'apprentissage d'automatismes moteurs. Les recherches en éducation relatives au savoir-faire ont pour objectif de trouver et d'appliquer les moyens pédagogiques permettant aux apprenants d'acquérir des compétences et des habiletés pratiques ou intellectuelles.
Le savoir-être correspond à la capacité de produire des actions et des réactions adaptées à la société humaine et à l'environnement. Cette capacité s'acquiert en partie par la connaissance de savoirs et de savoir-faire spécifiques. Les recherches en éducation relatives au savoir-être ont pour objectif de trouver les moyens pédagogiques permettant aux apprenants d'acquérir au mieux la maîtrise d'actions et de réactions adaptées à leur organisme et à l'environnement : préservation, hygiène, empathie, contrôle personnel, comportement adéquat, respect, action collective, entraide, affirmation de soi, maîtrise, communication, gestion des conflits… La notion de savoir-être est parfois contestée car elle impliquerait une modification de l'essence et du caractère de l'individu.
L'être correspond à l'état biologique et psychique d'un individu. Les recherches en éducation relatives à l'existence de l'être ont pour objectif de trouver les moyens pédagogiques permettant, dans les situations éducatives, de favoriser et d'atteindre l'état d'être optimal : état de santé, de bien-être, de motivation, de confiance et de satisfaction des besoins naturels et psychiques (joie, plaisir, liberté, perception, reconnaissance, sécurité, justice, intégrité, authenticité, capacité, intimité, diversité, confort, créativité, affection, etc.).

### Taxonomie de Robert Mills Gagné
Les travaux de Robert Mills Gagné disent que l'on peut distinguer cinq grands types d'apprentissages :
- les apprentissages moteurs ;
- les apprentissages verbaux et lexicaux ;
- les apprentissages conceptuels et catégoriels ;
- les apprentissages de stratégies de résolution de problèmes ;
- les apprentissages socio-émotifs.

Les apprentissages moteurs sont ce que l'on appelle couramment les savoir-faire.
Les apprentissages verbaux et lexicaux sont ceux qui correspondent à l'apprentissage de l'alphabet, des lettres, des chiffres et de l’orthographe des mots. Ces apprentissages impliquent ce que les chercheurs appellent la mémoire lexicale, qui stocke lettres, mots, nombres, chiffres, etc. Il s'agit le plus souvent de connaissances verbalisables, ayant trait à la maîtrise de la langue, qui n'ont pas de signification en soi, et doivent le plus souvent être appris par cœur.
Les apprentissages conceptuels sont ceux qui impliquent la compréhension : ils visent à faire comprendre (et apprendre) des concepts, des idées, des catégories d'objets à l'apprenant.
Les apprentissages de stratégies de résolution de problèmes visent à apprendre comment résoudre une classe plus ou moins importante de problèmes. Cela peut passer par l'apprentissage d'algorithmes de résolution de problèmes, applicables dans certaines circonstances, à des apprentissages plus évolués.
Les apprentissages verbaux et lexicaux, conceptuels et catégoriels ainsi que ceux de stratégie et de résolution sont englobés dans la notion de savoir.
Les apprentissages socio-émotionnels quant à eux correspondent au savoir-être.

### Taxonomie de Bloom

La roue de la taxonomie de Bloom.

La taxonomie de Bloom est un modèle de la pédagogie proposant une classification des niveaux d'acquisition des compétences.
Benjamin Bloom, bien qu'il n'en soit pas le seul créateur (34 universitaires américains participent aux conférences de 1949 à 1953), est souvent reconnu comme le « père » de cet outil,.

## Méthodes pédagogiques

### Construire son savoir
La pédagogie moderne considère que la transmission traditionnelle simple (instruction) doit laisser la place à une pédagogie où l'élève construit (et non crée) son savoir lui-même. Par exemple, selon cette conception, il semble plus important qu'un élève soit capable de construire le concept de département et d'en identifier un à partir d'une carte ou d'un dictionnaire, plutôt que de connaître par cœur tous les départements sans en savoir les attributions ni le fonctionnement. De même, il semble plus important de savoir consulter internet ou un dictionnaire, que de connaitre par soi-même un répertoire étendu de vocabulaire, avec son orthographe correcte.

### Critiques
Mais ce concept est contesté, avec parfois des mots très durs (terrorisme intellectuel, dressage, formatage, coterie des IUFM…), par les professeurs dits traditionalistes, qui voient l'éducation comme une « transmission de connaissances ». Il lui est reproché de porter une part de responsabilité dans l'échec scolaire et social actuellement imputé au système. Les opposants dénoncent comme artificielle, inefficace et stressante la « construction » par les élèves d'un savoir qui suppose en réalité un niveau supérieur au leur, parfois universitaire voire doctoral (exemple : construction des nombres et d'une opération aussi simple que la soustraction, en primaire, par la méthode ensembliste), quand elle ne suppose pas des prises de risques inconsidérés (à propos du code de la route ou autres situations potentiellement dangereuses, par exemple). Ils soutiennent que les enfants peuvent et doivent, avec non moins de plaisir et de motivation, apprendre « par cœur » et par obligation si nécessaire, sinon les départements, du moins l'alphabet, les tables de multiplication, les principales règles de toutes sortes (sociales, grammaticales, mathématiques, physiques…). Ces contestataires, à leur tour, se voient accusés de démarches rétrogrades et réactionnaires, ou encore de mauvaise foi.
Le concept est également critiqué par des psychologues d'orientation cognitiviste.

## Éducation formelle et éducation non formelle en France
Ces concepts résultent de textes internationaux, OMS et UNESCO notamment mais ont en France un retentissement particulier.
L'éducation formelle, l'école ou l'université, n'est, et tant s'en faut, pas l'unique lieu d'éducation. C'est ainsi que la première source d'éducation reste la famille et l'entourage, avec tous les enjeux de « reproduction sociale » que cela implique. En France, Bourdieu et Passeron ont montré dans La Reproduction que le système scolaire, au lieu de corriger les inégalités sociales, a tendance à les renforcer du fait de sa relative incapacité à s'adresser à une population devenue très hétérogène culturellement et socialement. Les classes sociales en difficulté sociale et culturelle ne peuvent contrairement aux couches aisées de la population compenser cette faiblesse du système éducatif. Les familles les mieux adaptées aux codes et usages de la société ou les plus aisées financièrement profitent d'un plus grand accès à la culture qu'elles transmettent à leurs enfants pour qu'ils accèdent en haut de l'échelle sociale.
En outre, à côté de ses missions d'éducation et d'instruction, le système éducatif est contesté pour opérer, par construction, une sélection (orientation vers des métiers, ou vers de hautes carrières administratives) : l'élève reçoit une instruction gratuite, mais il payerait cette gratuité en étant transformé en un produit relativement passif du « système (de production) scolaire ». L'école exige de l'élève qu'il s'intègre à l'institution scolaire, à travers la maîtrise d'un certain nombre de connaissances de base dont l'ensemble n'est pas toujours formalisé. D'autre part, elle ne peut transmettre qu'un corpus rationalisé et fait l'impasse sur une grande partie du fond commun culturel (le « bon sens », les tabous, la communication non verbale, etc.). Enfin, malgré les progrès de la formation continue, elle ne dure qu'un temps relativement bref dans la vie d'un individu.
Pour toutes ces raisons, il apparaît utile à certains d'élargir la réflexion sur l'éducation, sans la réduire au cadre scolaire. Ainsi, l'éducation non formelle, qui apporte des compétences spécifiques à l'individu et que celui-ci ne peut acquérir dans le cadre de l'éducation formelle, est notamment délivrée au sein des organisations de jeunesse.
Malgré tout cela, l'éducation a permis, historiquement, en France, à une grande partie des classes défavorisées d'accéder à un statut de classe moyenne. Pour certains, son orientation actuelle vers une professionnalisation précoce d'une partie de la jeunesse serait contradictoire avec sa finalité de culture générale des élèves pour leur épanouissement dans la société en tant que citoyen. Pour d'autres, elle peut faciliter au contraire cette intégration dans la vie sociale et professionnelle, objectif tout aussi essentiel de l'éducation.

### Éducation familiale
Cette éducation est généralement accomplie par les parents de l'enfant, bien que le gouvernement et la société aient également un rôle. Dans de nombreux cas, les orphelins ou les enfants abandonnés reçoivent une éducation familiale de la part de parents non-biologiques. Les autres peuvent être adoptés, élevés par une famille d'accueil, ou être placés dans un orphelinat.
Comme exemple, voici dans la pièce Hamlet de William Shakespeare, comment Polonius transmet quelques derniers préceptes d'éducation à son fils Laërte, quand celui-ci décide de partir pour la France.
« Encore ici, Laërte ! À bord ! à bord ! Quelle
honte ! Le vent est assis sur l'épaule de votre voile, et l'on
vous attend. Voici ma bénédiction ! (Il met sa main sur la
tête de Laerte). Maintenant grave dans ta mémoire ces
quelques préceptes. Refuse l'expression de tes pensées et
l'exécution de toute idée irréfléchie. Sois familier, mais
nullement vulgaire. Quand tu as adopté et éprouvé un ami,
accroche-le de ton âme avec un crampon d'acier; mais ne
durcis pas ta main au contact du premier camarade frais
éclos que tu dénicheras. Garde-toi d'entrer dans une
querelle ; mais, une fois dedans, comporte-toi de manière
que l'adversaire se garde de toi. Prête l'oreille de tous, mais
tes paroles au petit nombre. Prends l'opinion de chacun ;
mais réserve ton jugement. Que ta mise soit aussi
couteuse que ta bourse te le permet, sans être de fantaisie
excentrique; riche, mais peu voyante; car le vêtement
révèle souvent l'homme; et en France, les gens de qualité
et du premier rang ont, sous ce rapport, le goût le plus
exquis et le plus digne. Ne sois ni emprunteur, ni prêteur ;
car le prêt fait perdre souvent argent et ami, et l'emprunt
émousse l'économie. Avant tout, sois loyal envers toi-même ; et, aussi infailliblement que la nuit suit le jour, tu ne pourras être déloyal envers personne. Adieu ! Que ma bénédiction assaisonne pour toi ces conseils! »

### Éducation parentale
L’éducation parentale est, selon Pourtois (1984), une activité volontaire d’apprentissage de la part de parents qui souhaitent améliorer les interactions nouées avec leur enfant, pour encourager l’émergence de comportements jugés positifs et réduire celle de comportements jugés négatifs.
Pour Terrisse (1997), elle a pour but d’aider les parents à mieux actualiser leurs potentialités éducatives, en développant leur sentiment de compétence et en utilisant le mieux possible les ressources que leur offre leur environnement.
L’éducation parentale comprend les mesures prises par l'État afin de la promouvoir, soit en donnant plus de temps aux parents pour éduquer leurs enfants, soit en leur proposant une initiation ou une formation.

## Systèmes éducatifs
Les systèmes éducatifs ou systèmes d'éducation sont très variables dans l'espace et dans le temps, l'éducation étant parfois plus adaptée aux exigences socio-économiques des adultes (besoin de la main d'œuvre enfantine, travail des adultes et tout particulièrement des femmes…) qu'aux besoins des enfants. Cependant, on distingue des formules à peu près généralisées :
- l'éducation se concentre sur les enfants et ne concerne que marginalement les adultes ;
- pendant la petite enfance, l'éducation est prise en charge par la famille, où se fait l'apprentissage de la langue orale et des rudiments du savoir-vivre nécessaire à la vie sociale ;
- pendant l'enfance (à partir d'environ sept ans jusqu'à la puberté), prise en charge collective (au moins partiellement), pour l'apprentissage de rudiments légaux, religieux et culturels (dont, éventuellement, la langue écrite) ;
- pendant l'adolescence, spécialisation, par l'apprentissage chez un maître ou (non exclusif) collectivement.

## Enjeux

Il existe une forte corrélation entre les scores de la température de la classe et de test, avec le meilleur apprentissage à des températures de 21,6 à.

L'éducation est en général considérée comme quelque chose d'essentiel, en tant que véhicule de transmission aux générations ultérieures et en tant que moyen de défense et de domination des personnes éduquées ou, au contraire, d'asservissement de personnes soumises à un endoctrinement (racisme, xénophobie, légitimation de la violence contre un ennemi, inculcation du caractère normal d'une position sociale inférieure, etc.). L'éducation comporte de nombreux enjeux éthiques. En effet, l'immigration et les diversités culturelles apportent de grands changements à notre société en matière d'éducation.
Une carence d'éducation mathématique induit chez les adolescents des niveaux d'inhibiteurs cérébraux réduits dans une zone clé pour le raisonnement et l'apprentissage. En effet, une étude montre que la pratique des raisonnements mathématiques chez l'adolescent augmente la concentration d'acide γ-aminobutyrique (GABA), un neurotransmetteur inhibiteur, crucial pour la plasticité cérébrale, dans le gyrus frontal moyen, une zone du cerveau impliquée dans le raisonnement, la résolution de problèmes, la mémoire et l'apprentissage.

## Inclusion scolaire
Le secteur de l’éducation a la responsabilité d’offrir des environnements d’apprentissage sûrs et inclusifs qui permettent à tous les enfants et les jeunes d’avoir accès à une éducation de qualité. Un apprentissage efficace exige des écoles sûres et inclusives pour la totalité des enfants et des jeunes.

Lors d'une consultation d’experts sur la lutte contre la violence dans les écoles, le Gouvernement norvégien, le Conseil de l’Europe et le Bureau de la Représentante spéciale du Secrétaire général chargée de la question de la violence contre les enfants ont reconnu que :
Une école qui est ouverte à tous les enfants est bonne pour tous les enfants. L’éducation interculturelle, inclusive – c’est-à-dire un apprentissage qui promeut le respect et la compréhension des autres cultures et sert tous les enfants, quelles que soient leurs caractéristiques individuelles – est un élément essentiel pour éliminer la discrimination et encourager le respect entre les enfants et entre le personnel enseignant et les élèves. En d’autres termes, la diversité peut devenir une ressource pédagogique qui contribue à une expérience éducative de meilleure qualité et plus sûre pour tous les enfants, et cette expérience a le potentiel requis pour se diffuser au-delà de l’école dans l’ensemble de la société.
En Suisse, l’inclusion scolaire des enfants ayant une déficience s’inscrit dans le vaste chantier de la réforme des politiques d’accompagnement des personnes en situation de handicap, politiques qui ont fait de l’intégration leur cheval de bataille. La refonte du système scolaire en faveur de l’inclusion des enfants ayant des besoins spécifiques, bien que perçue comme un réel progrès, crée de nouveaux défis pour les familles (organisation entre vie familiale et vie professionnelle, systèmes de garde).

## Droit à l'éducation

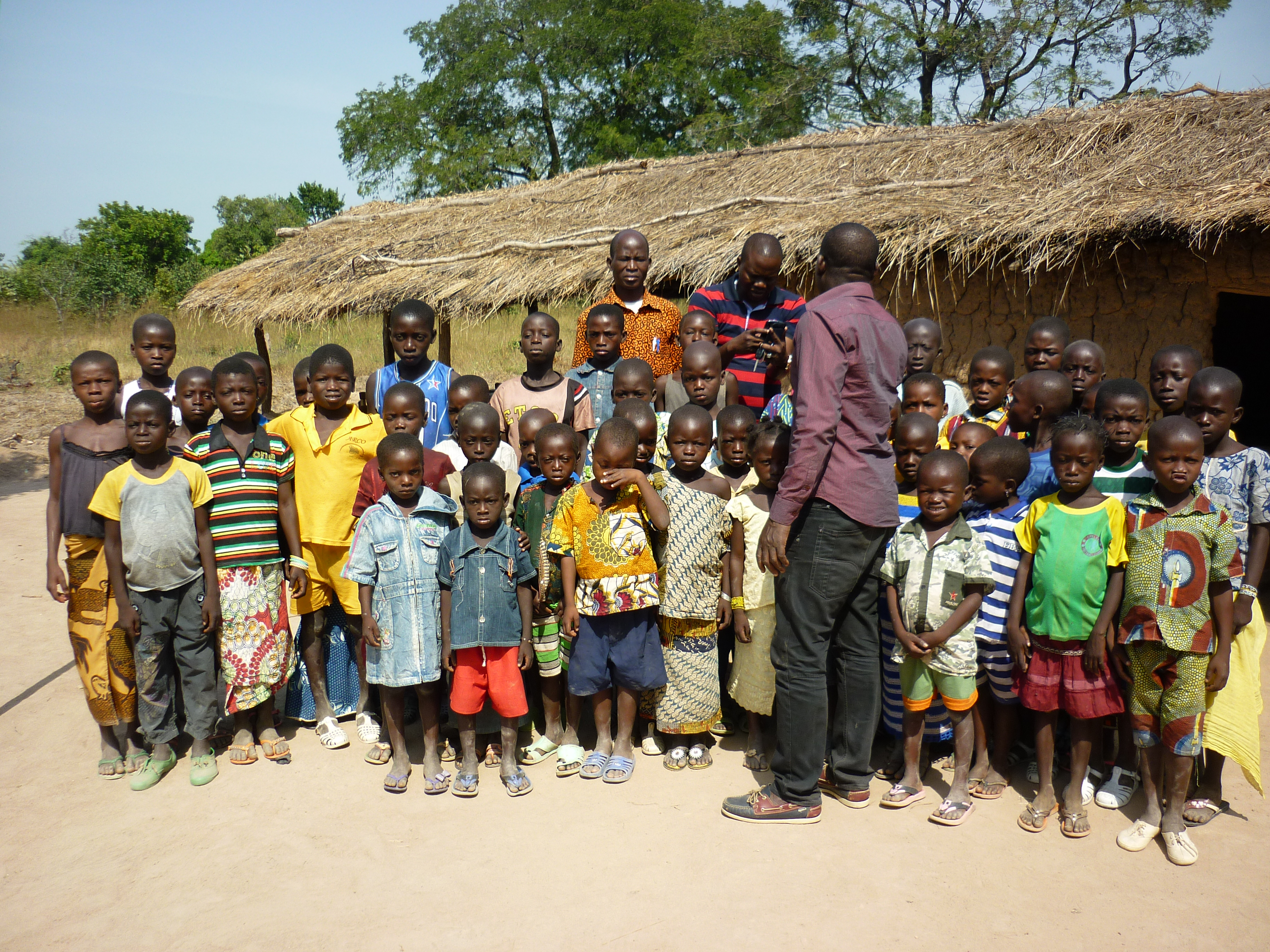
Enseignant ivoirien du primaire avec ses élèves dans une zone rurale reculée de Côte d'Ivoire.

Le droit de toute personne à l'éducation, a été consacré dans la Déclaration universelle des droits de l'homme de 1948 (article 26), le Pacte international relatif aux droits économiques, sociaux et culturels de 1966 (articles 2, 13 et 14), la Convention internationale sur l'élimination de toutes les formes de discrimination raciale (articles 1, 2 et 5), la Convention sur l'élimination de toutes les formes de discrimination à l'égard des femmes (articles 1 et 10) et la Convention relative aux droits de l'enfant (articles 2, 9, 28 et 29).
Il est aussi présent dans la Charte sociale européenne du Conseil de l'Europe.
Lors du Forum mondial sur l'éducation de Dakar (avril 2000), un Cadre d'action a été adopté, qui « réaffirme l'objectif d'éducation pour tous formulé lors de la Conférence mondiale sur l'éducation pour tous » (Jomtïen, Thaïlande, 1990) et engage les États signataires à réaliser les objectifs d'une éducation de base de qualité pour tous d'ici à l'an 2015, en mettant particulièrement l'accent sur l'accès de tous à l'école primaire et de l'éducation des filles.
En 2016, les États membres ont adopté une décision sur le rôle de l’UNESCO pour ce qui est d’encourager les filles et les femmes à exercer un leadership dans les STIM, y compris les arts et le design.

### Les objectifs de l'Éducation pour Tous
Les objectifs dits de l'« Éducation pour Tous », (EPT) établis à Dakar en 2000 et qui ont été aussi affirmés par la Déclaration du Millénaire de l'ONU sont :
- objectif 1 : Développer et améliorer sous tous leurs aspects la protection et l’éducation de la petite enfance, et notamment des enfants les plus vulnérables et défavorisés ;
- objectif 2 : Faire en sorte que d’ici 2015 tous les enfants, notamment les filles, les enfants en difficulté et ceux appartenant à des minorités ethniques, aient la possibilité d’accéder à un enseignement primaire obligatoire et gratuit de qualité et de le suivre jusqu’à son terme ;
- objectif 3 : Répondre aux besoins éducatifs de tous les jeunes et de tous les adultes en assurant un accès équitable à des programmes adéquats ayant pour objet l’acquisition de connaissances ainsi que de compétences nécessaires dans la vie courante ;
- objectif 4 : Améliorer de 50 % les niveaux d’alphabétisation des adultes, et notamment des femmes, d’ici à 2015, et assurer à tous les adultes un accès équitable aux programmes d’éducation de base et d’éducation permanente ;
- objectif 5 : Éliminer les disparités entre les sexes dans l’enseignement primaire et secondaire d’ici 2005 et instaurer l’égalité dans ce domaine en 2015 en veillant notamment à assurer aux filles un accès équitable et sans restriction à une éducation de base de qualité avec les mêmes chances de réussite ;
- objectif 6 : Améliorer sous tous ses aspects la qualité de l’éducation dans un souci d’excellence de façon à obtenir pour tous des résultats d’apprentissage reconnus et quantifiables — notamment en ce qui concerne la lecture, l’écriture et le calcul et les compétences indispensables dans la vie courante.

Chaque année, une équipe de l'UNESCO rédige un rapport de suivi de l'EPT, qui contient des indicateurs et de nombreuses données et études de cas.

### Interprétation du droit à l'éducation
La Rapporteuse du Comité des droits de l'homme de l'ONU a énuméré quatre caractéristiques de l’éducation :
- dotations : obligation pour l’État de mettre en place un système éducatif qui ait un nombre suffisant d’écoles, de veiller à éradiquer tous les motifs de discrimination interdits par les instruments internationaux et possibilité pour les parents de choisir l’enseignement dispensé à leurs enfants ;
- accessibilité : élimination de tous les obstacles à l’accès à l’éducation pour tous les enfants d’âge scolaire sans discriminations et à des coûts raisonnables ;
- acceptabilité : normes minimales de qualité, de sécurité et de salubrité du milieu dans le respect des droits de l’homme, de la liberté d’enseignement et du contenu et des méthodes d’instruction ;
- adaptabilité : concordance des droits en fonction de l’âge, enseignement extrascolaire pour ceux qui n’ont pas accès aux établissements d’enseignement (enfants et jeunes privés de liberté, réfugiés, personnes déplacées, enfants qui travaillent et communautés nomades) ; adaptation de l’éducation pour qu’elle favorise l’exercice de tous les droits fondamentaux[30].

### Un droit reconnu au niveau international
Selon la Convention des droits de l'enfant, l'éducation est un droit garanti par les États, et doit avoir les objectifs suivants :
- Favoriser l'épanouissement de la personnalité de l'enfant et le développement de ses dons et de ses aptitudes mentales et physiques, dans toute la mesure de leurs potentialités ;
- inculquer à l'enfant le respect des droits de l'homme et des libertés fondamentales, et des principes consacrés dans la Charte des Nations unies ;
- inculquer à l'enfant le respect de ses parents, de son identité, de sa langue et de ses valeurs culturelles, ainsi que le respect des valeurs nationales du pays dans lequel il vit, du pays duquel il peut être originaire et des civilisations différentes de la sienne ;
- préparer l'enfant à assumer les responsabilités de la vie dans une société libre, dans un esprit de compréhension, de paix, de tolérance, d'égalité entre les sexes et d'amitié entre tous les peuples et groupes ethniques, nationaux et religieux, et avec les personnes d'origine autochtone ;
- inculquer à l'enfant le respect du milieu naturel.

## Investir dans l'éducation
L'économie de l'éducation s'est développée à partir des années 1960, pour étudier l'influence de l'éducation sur le développement économique.
La théorie du capital humain présentée en 1964 par Gary Becker associait l'éducation à un investissement pour l'individu, pour leurs employeurs et plus généralement pour la société. Il affirme que les savoir transmis par l'éducation améliorent directement les performances des individus. Cet investissement est alors considéré comme avantageux si les gains de productivités futurs sont plus importants que les coûts de la formation. L’équation de Mincer établit la relation entre gains (salaires), nombre d’année d’études et expérience professionnelle à partir des données du recensement américain de 1950 et 1960.
Cette théorie peine cependant à expliquer l'attrait de filières éducatives privilégiant la culture générale par rapport à celle proposant une formation opérationnelle des individus, a priori plus mobilisables sur le marché du travail. Une hypothèse alternative, la théorie du signal, a donc été développée dans les années 1977 par le Canadien Michael Spence. On retrouve des idées similaires dans le rôle de filtrage assigné au système éducatif par Kenneth Arrow.

## Marché éducatif
L'éducation est un service qui est effectué soit par des écoles publiques, soit par des écoles privées. L'instruction au domicile est également possible mais reste minoritaire, cependant elle tend à se développer.
L'hypothèse de l'existence d'un « marché éducatif » conduisant à des déséquilibres dans la répartition sociale des élèves dans les établissements scolaires est évoquée. Les facteurs favorisant l'existence de ce marché seraient, d'une part, le capital financier (ex : habitat dans un quartier aisé proche d'une école considérée comme de qualité et/ou possibilité de payer les frais pédagogiques pour accéder à certains établissements privés) et, d'autre part, le capital culturel (connaissance des stratégies pour accéder aux meilleurs établissements et classes, notamment par le jeu d'options), sachant que les deux facteurs peuvent être cumulatifs.
Il semble que dans plusieurs pays, l'argent soit important dans la réussite éducative : il donne la possibilité d'accéder à des soutiens tels que les cours du soir, les voyages linguistiques, les activités culturelles ou permet de payer les frais d'entrée dans des établissements sélectifs du primaire, du secondaire ou du supérieur.
Selon les pays, la répartition public/privé diffère, tout comme les montants d'aides publiques destinées aux écoles privées, ainsi que les conditions des contrats liés à l'obtention des subventions publiques. De plus, les frais d'inscription, de scolarité et de fournitures peuvent varier.

### Canada
Les écoles privées sont payantes, le montant des frais peut être un obstacle à la mixité sociale. Le montant des subventions publiques est plafonné.

### France
En France, l'école publique est gratuite jusqu'à la fin de la scolarité obligatoire (de 3 à 16 ans). Des frais variés sont souvent exigés dans les écoles privées, et peuvent conduire à exclure l'accès des élèves des familles les plus précaires, ce qui va à l'encontre du principe d'accessibilité visé par l'Éducation pour tous.

## Sources
- Cet article est partiellement ou en totalité issu de la page « Déchiffrer le code: l'éducation des filles et des femmes aux sciences, technologie, ingénierie et mathématiques (STEM) » de UNESCO, le texte ayant été placé par l’auteur ou le responsable de publication sous la CC BY-SA 3.0 IGO